# 蛭金物
蛭金物（ひるかなもの・ひるかねもの）は蛭金（ひるかね・ひるがね）ともいい、斬撃や打撃から耐久性を上げる巻き付ける補強技術とその金属部品である。また補強技術そのものや補強技術を施したものには「金蛭巻（かねひるまき）」とも表記する。
鉄、真鍮、銅、銀あるいはそれらを素にした合金の針金を打ち伸ばして作られた箍のように細長い帯状の金属板で、平安時代ごろより太刀や打刀の鞘、矛や薙刀の柄、金棒等の各種武器を補強した。
同様の用途でさらに古く古墳時代から用いられた補強技術に板金でぐるりと覆い貼り付ける「覆輪（ふくりん）」があり、長覆輪太刀（ながふくりんのたち）等に用いられる。
太刀やアイヌ刀の装飾としても用いられた。